# 弗拉基米尔·萨尔尼科夫
弗拉基米尔·瓦列里耶维奇·萨尔尼科夫（俄语：Владимир Валерьевич Сальников，羅馬化：Vladimir Valeryevich Salnikov，1960年5月21日—），苏联/俄罗斯前男子游泳运动员，擅长自由泳。他曾代表苏联参加3届奥林匹克运动会游泳比赛，获得4枚金牌。绰号“池中沙皇”、“波浪怪物”或“列宁格勒快车”。
1982年，他被《游泳世界》杂志评为“世界年度最佳男子游泳运动员”。

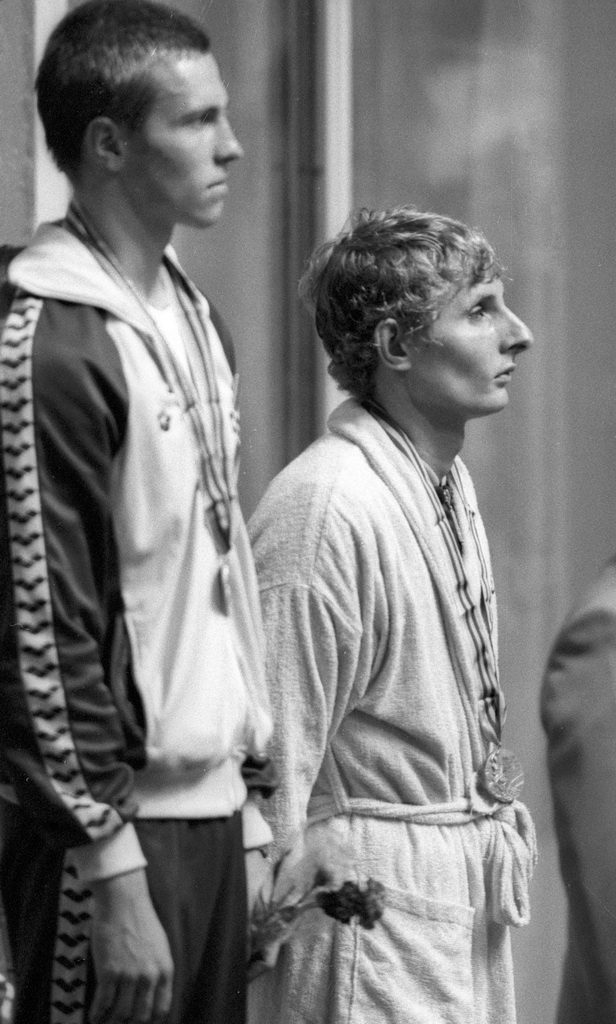
萨尔尼科夫（左）在1980年莫斯科奥运会上赢得1500米比赛后登上领奖台